# تعدد الزوجات في الإمارات العربية المتحدة
تعدد الزوجات قانوني في دولة الإمارات العربية المتحدة  ومثل معظم الدول الإسلامية، تعدد الزوجات في الإسلام، من حيث الممارسة والقانون، يختلف إلى حد كبير في جميع أنحاء العالم الإسلامي. في بعض الدول الإسلامية، تعدد الزوجات أمر شائع نسبيا، بينما في معظم البلدان الأخرى، غالبا ما يكون نادرا أو معدوماً. يمارس تعدد الزوجات على نطاق واسع من قبل المسلمين في غرب أفريقيا (أيضا يمارس على نطاق واسع من قبل غير المسلمين هناك)، وكذلك في بعض الدول العربية مثل المملكة العربية السعودية والإمارات العربية المتحدة. كما هو الحال مع مسألة تعدد الزوجات في الإسلام بشكل عام، يسمح للرجال الزواج من أربع نساء، والنساء لا يسمح لهن بالتعدد في الأزواج.

## إمكانية منع تعدد الزوجات وفقًا للقانون الإماراتي
يجيز قانون الأحوال الشخصية رقم 28 لسنة 2005، أن يدرج طرفي عقد الزواج (الخاطب وولي المخطوبة) شرطًا فاسخًا لعقد الزواج عند زواج الزوج على الزوجة مرة أخرى، وهذا الشرط لا يتنافى مطلقًا مع الشريعة الاسلامية التي ترعى شريعة المتعاقدين.

يتضمن هذا الشرط تمكين الزوجة ان تطالب أمام القضاء فسخ عقد زواجها، ويكفل القانون الاحتفاظ لها بجميع حقوقها الناشئة عن الزواج الشرعي الموثق